# Svrke
Svrke (cyr. Сврке) – wieś w Czarnogórze, w gminie Kolašin. W 2011 roku liczyła 36 mieszkańców.